# Боа д'Арси
Боа д'Арси (фр. Bois-d'Arcy) насеље је и општина у Француској у региону Париски регион, у департману Ивлен која припада префектури Версај.
По подацима из 2011. године у општини је живело 13.788 становника, а густина насељености је износила 2516,06 становника/km². Општина се простире на површини од 5,48 km². Налази се на средњој надморској висини од 190 метара (максималној 180 m, а минималној 130 m).

## Демографија
| 1962. | 1968. | 1975.  | 1982.  | 1990.  | 1999.  | 2011.  |
| ----- | ----- | ------ | ------ | ------ | ------ | ------ |
| 3.150 | 6.766 | 10.231 | 11.796 | 12.693 | 12.064 | 13.788 |

График промене броја становника у току последњих година